# Університет Париж IX
Університет Париж IX, Університет Париж-Дофін (фр. Université Paris-Dauphine) — економічний університет, заснований в 1970 році. Знаходиться в XVI муніципальному окрузі на заході Парижа, в будівлі колишньої штаб-квартири НАТО. Це єдиний французький вищий навчальний заклад, який одночасно є великою школою та університетом.
Дофін також є членом-засновником і колегіальним університетом Paris Sciences et Lettres; він посідає 1 місце у Франції та входить в топ-50 світу.

## Історія
Університетський центр Дофін, в статусі факультету, було засновано в 1968 році й розміщено в колишній будівлі штаб-квартири НАТО. 1 січня 1971 року цей навчальний заклад здобув статус університету й з самого моменту створення вирізнявся широкою автономією та педагогічною інновативністю.
Університет швидко став одним з найпрестижніших закладів, що готують управлінців, юристів, економістів, математиків, соціологів. Щороку університет одержує бл. 6 000 заяв на 650 місць першого курсу.
У 2009 році Université Paris-Dauphine отримав акредитацію EQUIS (EFMD Quality Improvement System), яку присуджує Європейський фонд розвитку менеджменту.
У 2011 році Université Paris-Dauphine став офіційно визнаним одним із 16 партнерів і співзасновників Паризького університету наук і літератури (Paris Sciences et Lettres University).

## Відомі випускники і професори
- П'єр-Луї Ліон — отримав у 1994 році Філдсівську медаль.
- Жак Атталі — французький економіст, політик і літератор.
- Жак Делор — колишній голова Європейської комісії.
- Жан-Марк Сільвестр — французький журналіст.
- Ів Мейєр — французький математик
- Седрік Віллані — отримав у 2010 році Філдсівську медаль.
- Марк Леві — французький письменник.